# Marcel Peigneux
Marcel Peigneux (30 januari 1931 - 4 april 1991) was een Belgisch senator.

## Levensloop
Hij was beroepshalve onderwijzer.
Peigneux werd politiek actief voor de PSB en werd voor deze partij tot in 1976 gemeenteraadslid en burgemeester van Tilff. Na de fusie met Esneux werd hij daar gemeenteraadslid en schepen. In 1985 liep hij over naar de PRL.
Van 1977 tot 1978 zetelde hij ook in de Belgische Senaat als provinciaal senator voor de provincie Luik.

## Bron
- V. Laureys, M. Van den Wijngaert, De Geschiedenis van de Belgische Senaat 1831-1995, Lannoo, 1999.